# Космічний зв'язок
Космічний зв'язок: позаземна перспектива (англ. The Cosmic Connection: An Extraterrestrial Perspective) — книга американського астронома Карла Сагана. Вперше книга вийшла в 1973 році; розширене видання за участю Фрімена Дайсона, Девіда Моррісона та Енн Друян було опубліковано в 2000 році під назвою «Космічний зв'язок Карла Сагана». Книга містить роботи Джона Ломберга та інших митців. У 2006 році журнал «Discover» включив книгу до списку «25 найкращих наукових книг усіх часів» під номером тринадцять.

## Зміст
Саган охоплює кілька тем і зосереджується головним чином на можливості існування позаземного розуму, ймовірності існування більш розвинутих цивілізацій та їх розподілі в Галактиці та у Всесвіті. Він описує можливе ставлення більш розвинутих цивілізацій до нас і їхні погляди на Землю й на спілкування з людством. Він також обговорює популярні спостереження НЛО та намагається математично описати ймовірність таких подій. Саган також обговорює свій погляд на астрологію як на псевдонауку.